# Val-d’Aigoual

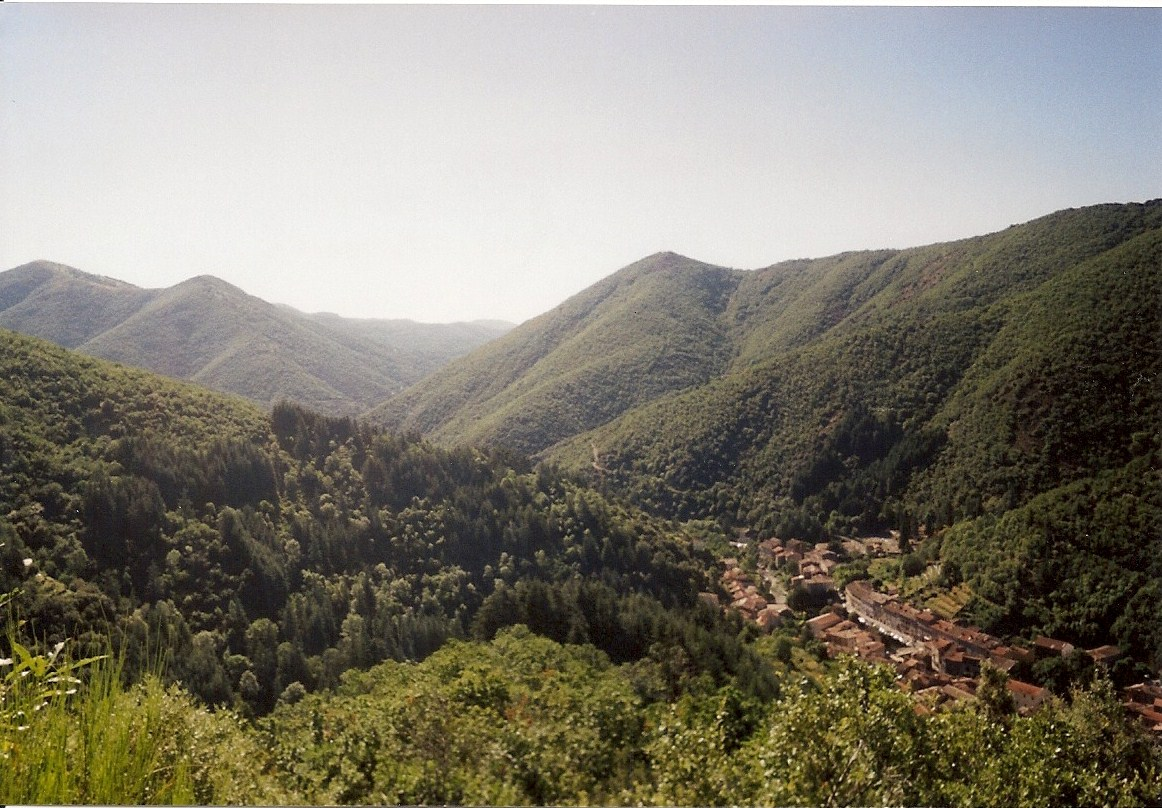
Valleraugue

Val-d’Aigoual ist eine französische Gemeinde mit 1.418 Einwohnern (Stand: 1. Januar 2022) im Département Gard in der Region Okzitanien. Sie gehört zum Arrondissement Le Vigan und zum Kanton Le Vigan.
Sie entstand als Commune nouvelle mit Wirkung vom 1. Januar 2019 durch die Zusammenlegung der bisherigen Gemeinden Notre-Dame-de-la-Rouvière und Valleraugue, denen in der neuen Gemeinde der Status einer Commune déléguée nicht zuerkannt wurde. Der Verwaltungssitz befindet sich im Ort Valleraugue.

## Gliederung
| Ortsteil                        | ehemaliger INSEE-Code | Fläche (km²) | Einwohnerzahl (2016) |
| ------------------------------- | --------------------- | ------------ | -------------------- |
| Valleraugue (Verwaltungssitz)00 | 30339                 | 78,35        | 1061                 |
| Notre-Dame-de-la-Rouvière       | 30190                 | 16,49        | 0408                 |

## Lage
In der Gemeinde entspringt der Fluss Hérault am Fuß des Mont Aigoual. Nachbargemeinden sind Meyrueis, Bassurels, Saint-André-de-Valborgne und Les Plantiers im Norden, L’Estréchure im Nordosten, Soudorgues im Osten, Saint-Martial und Saint-Roman-de-Codières im Südosten, Saint-André-de-Majencoules, Mandagout, Arphy und Dourbies im Süden sowie Saint-Sauveur-Camprieu im Westen.